# Instituto Pasteur
O Instituto Pasteur é uma fundação francesa, sem fins lucrativos, dedicada ao estudo da biologia dos microorganismos, das doenças e vacinas. Seu nome é uma homenagem a Louis Pasteur, seu fundador e primeiro diretor, que, em 1885, produziu a primeira vacina contra a raiva. O Instituto foi fundado em 4 de junho de 1887, com recursos de doações, e inaugurado em 14 de novembro de 1888.
Baseada em Paris depois de mais de um século, o Instituto Pasteur tornou-se uma organização internacional, mantendo uma posição de vanguarda na pesquisa científica de doenças infecciosas. Esteve na origem de descobertas revolucionárias que permitiram à medicina controlar doenças tais como difteria, tétano, tuberculose, poliomielite, gripe, febre amarela e a peste epidêmica. Foi também a primeira instituição  a isolar, em 1983, o VIH, vírus que provoca a AIDS. 
O Instituto Pasteur conserva até os dias atuais os frascos de vidro com o "pescoço de cisne" que foram utilizadas por Pasteur nos seus experimentos para comprovar a hipótese da biogênese. 

## Premiados com o Nobel
Dez cientistas do Instituto já foram agraciados com o Prêmio Nobel de Fisiologia ou Medicina:
- 1907: Alphonse Laveran
- 1908: Ilya Ilyich Mechnikov
- 1919: Jules Bordet
- 1928: Charles Nicolle
- 1957: Daniel Bovet
- 1965: François Jacob, Jacques Monod e André Lwoff
- 2008: Luc Montagnier e Françoise Barré-Sinoussi

## O Instituto Pasteur hoje
Atualmente, o Instituto Pasteur é constituído de 100 unidades de pesquisa, empregando cerca de 2 700 pessoas, sendo 500 cientistas do quadro permanente. Além disso, a instituição recebe, a cada ano, 600 cientistas visitantes, provenientes de 70 diferentes países. 
A Rede Internacional dos Institutos Pasteur está presente nas cidades e nos países seguintes:
- Alger, Argélia
- Bangui, República Centro-Africana
- Bruxelas, Bélgica

- São Paulo, Brasil

- Lille, França
- Phnom Penh, Camboja
- Dakar, Senegal
- Pointe-à-Pitre, Guadalupe
- Caiena, Guiana

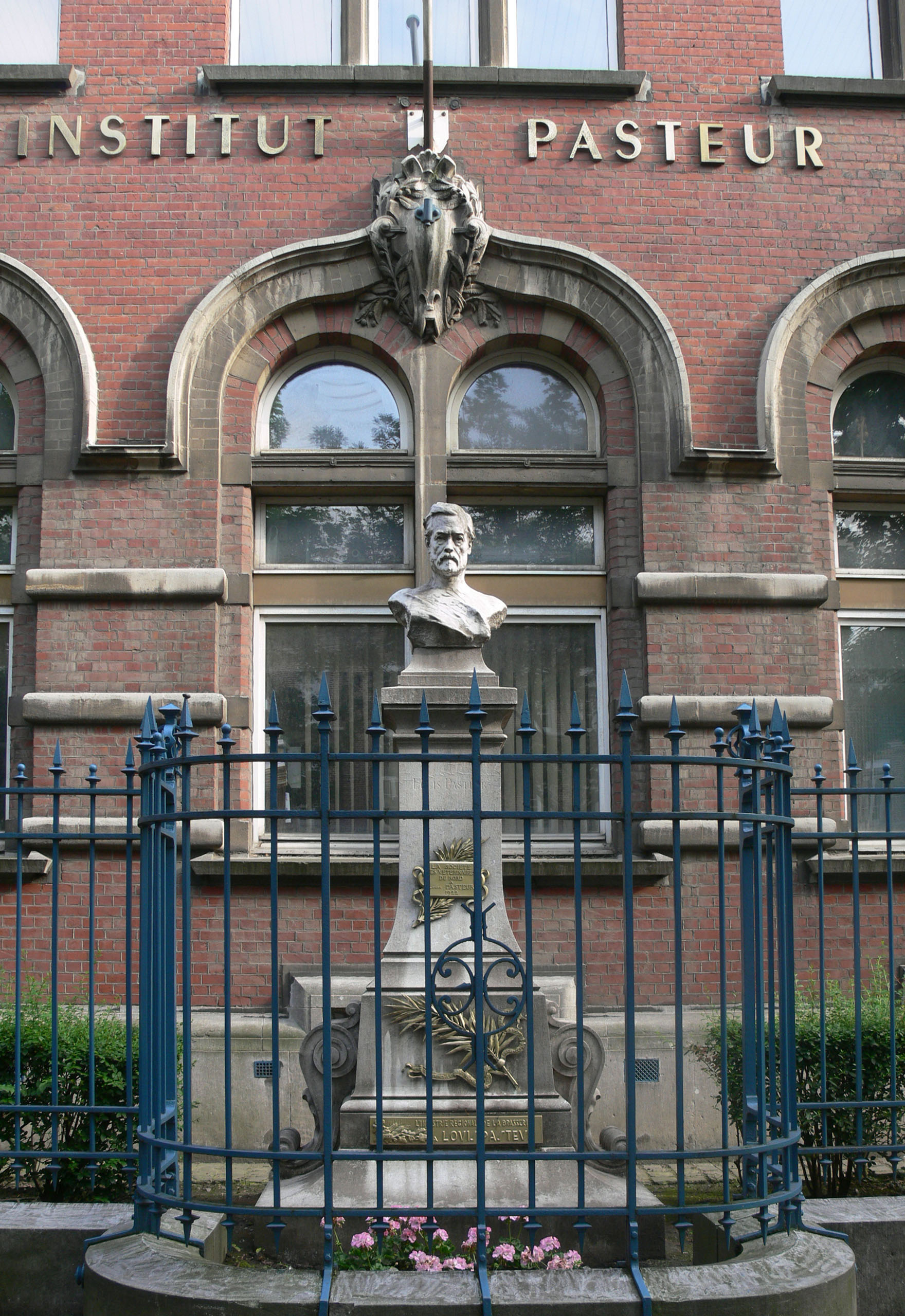
Instituto Pasteur de Lille.

- Ho Chi Minh, Nha Trang e Hanoi, Vietnam
- Teerã, Irã :
- Abidjan, Costa do Marfim
- Tananarive, Madagáscar
- Casablanca e Tanger, Marrocos
- Nouméa, Nova Caledônia
- São Petersburgo, Rússia
- Tunis, Tunísia
- Atenas, Grécia
- Bucareste, Romênia
- Niamey, Níger
- Yaoundé, Camarões
- Seoul, Coreia do Sul
- Shanghai, Hong Kong, China
- Nova York, EUA
- Montreal, Canadá
- Montevidéu, Uruguai
- Vientiane, Laos